# Znanost u 1881.
◄◄ | ◄ | 1878. | 1879. | 1880. | 1881.  | 1882. | 1883. | 1884. | ► | ►►
Arhitektura • Astronomija • Biologija • Film • Fotografija • Glazba • Kazalište • Kemija • Kiparstvo • Knjige • Književnost • Kršćanstvo • Meteorologija • Medicina • Planinarstvo • Politika • Pravo • Promet • Slikarstvo • Šport • Znanost • Željeznički promet
Znanost u 1881.

## Svijet

### Rođenja
- 1. svibnja − Pierre Teilhard de Chardin,  francuski isusovac, teolog, filozof, antropolog, geolog, paleontolog i esejist († 1955.)

## Vanjske poveznice
|  | Zajednički poslužitelj ima još gradiva o temi Znanost u 1881. |